# Хинг Јен (покрајина)
Хинг Јен (виј. Hưng Yên) је једна од 58 покрајина Вијетнама. Налази се у региону Делта Црвене реке. Заузима површину од 923,5 km². Према попису становништва из 2009. у покрајини је живело 1.127.903 становника. Главни град је Хинг Јен (град).